# Гюнтер I фон Мансфелд
Гюнтер I (II) фон Мансфелд (на немски: Günther I (II) von Mansfeld; * 1360; † 4 март 1412) е граф на Мансфелд-Кверфурт.
Той е син на граф Гебхард IV фон Мансфелд-Кверфурт († 5 ноември 1382) и първата му съпруга Мехтилд фон Шварцбург-Бланкенбург († 4 юни 1373), дъщеря на римско-немския крал Гюнтер XXI фон Шварцбург-Бланкенбург († 1349) и Елизабет фон Хонщайн († 1380). Баща му се жени втори път ок. 1375 г. за Елизабет фон Кефернбург († 1382).
Брат е на граф Бурхард VIII († 1392) и полубрат на Албрехт II († 1416) и Фолрад II († 1450).
Гюнтер фон Мансфелд умира на 4 март 1412 г. и е погребан в Св. Катерина в Айзлебен.

## Фамилия
Гюнтер фон Мансфелд се жени за графиня Елизабет фон Хонщайн-Клетенберг († сл. 1412), дъщеря на граф Хайнрих VII/VIII 'Стари' фон Хонщайн-Клетенберг-Лоха-Лаутерберг († 1408/1409) и принцеса Анна фон Брауншвайг-Грубенхаген († 1409), дъщеря на херцог Ернст I фон Брауншвайг-Грубенхаген († 1361). Те имат децата:
- Гебхард V фон Мансфелд (* ок. 1391; † 1433/25 юли 1438), граф на Мансфелд, женен ок. 1428 г. за графиня Урсула фон Шварцбург-Вахсенбург († 1461)
- Елизабет фон Мансфелд († 1413/1417), омъжена преди 1398 г. за княз Албрехт VI фон Анхалт-Кьотен († 1423)
- Бурхард фон Мансфелд († сл. 1422)